# The Big Four: Live from Sofia, Bulgaria
The Big Four: Live from Sofia, Bulgaria je záznam z živého vystoupení kapel „velké čtyřky“ thrash metalu – Metallica, Megadeth, Slayer a Anthrax, které se konalo 22. června 2010 na festivalu Sonisphere v Sofii v Bulharsku.
Reakce kritiky byly vesměs pozitivní. Stránky jako Allmusic či About.com se vyjádřily kladně; Blogcritics hodnotili nahrávku smíšeně. DVD se umístilo na první pozici hudebních žebříčků ve Spojených státech, Spojeném království, Rakousku a Kanadě. V Německu bylo oceněno zlatou deskou; jedná se o jedinou platinovou desku kapely Slayer.

## Zákulisí
„Velká čtyřka“ amerického thrash metalu spolu poprvé vystupovala 16. června 2010 v rámci festivalu Sonisphere ve Varšavě. Koncert z 22. června, který se odehrál v Sofii, byl nahrán a přes satelitní přenos vysílán ve více než 800 kinech v Evropě a Severní a Latinské Americe. Vstupenky byly ke koupi na stránce TheBigFourLive.com, kde byl také seznam kin, která vystoupení právě vysílala. Opožděná promítání proběhla v Jižní Americe, Austrálii a na Novém Zélandu.
Obsah a přebal filmu byly odhaleny 25. srpna 2010, den poté vyšla limitovaná editace kytarových trsátek. V Evropě mělo album vyjít 11. října, ale Metallica později ohlásila na své oficiální stránce, že se vydání odsouvá na 15. října pro Evropu, 19. října pro Severní Ameriku a 18. října pro zbytek světa.

## Ohlas kritiky
Album obdrželo pozitivní ohlas kritiků. Thom Jurek mu ve své recenzi pro Allmusic udělil čtyři hvězdičky z pěti a uvedl, že „každá skladba je neuvěřitelně energická, výkony jsou prvotřídní a rovněž reakce fanoušků jsou skvělé.“ Zejména vyzdvihl skladby „Madhouse“ a „Antisocial“ (Anthrax), „Head Crusher“ a „Peace Sells/Holy Wars“ (Megadeth), „Angel of Death“, „Seasons in the Abyss“ a „Raining Blood“ (Slayer) a v neposlední řadě „Fade to Black“, „Creeping Death“, „Master of Puppets“ a „For Whom the Bell Tolls“ (Metallica). Za historický moment označil píseň „Am I Evil?“, kterou hráli členové všech čtyř kapel současně.
V recenzi Blogcritics prohlásil Chris Beaumont: „Po sledování koncertu na DVD jsem měl velkou chuť pořídit si ho na Blu-ray. Vystoupení jsou skvělá, sestavy jsou skvělé a je těžké nebýt nadšený, když je vidíte všechny pohromadě. Tohle je metal.“
Podle Chada Bodwara, píšícího pro About.com, je koncert „jedním ze zásadních momentů novodobé metalové historie.“ Dále prohlásil, že skupiny „navzdory svému věku pořád umí uspořádat výbornou show.“ Jejich styly rozlišil následovně: „Anthrax mají veselý, bezstarostný přístup, zatímco Megadeth jsou vážní a soustředí se jen na hraní. Slayer působí poněkud zlověstně a Metallica hodně zapojuje publikum.“

## Seznam skladeb
| Disk 1 ~ Anthrax | Disk 1 ~ Anthrax                                          | Disk 1 ~ Anthrax |
| Pořadí           | Název                                                     | Délka            |
| ---------------- | --------------------------------------------------------- | ---------------- |
| 1.               | Caught in a Mosh                                          | 6:04             |
| 2.               | Got the Time                                              | 3:42             |
| 3.               | Madhouse                                                  | 4:24             |
| 4.               | Be All, End All                                           | 8:00             |
| 5.               | Antisocial                                                | 6:37             |
| 6.               | Indians“/„Heaven and Hell (na počest Ronnieho Jamese Dia) | 10:10            |
| 7.               | Medusa                                                    | 5:53             |
| 8.               | Only                                                      | 6:46             |
| 9.               | Metal Thrashing Mad                                       | 3:27             |
| 10.              | I Am the Law                                              | 8:14             |

| Disk 2 ~ Megadeth | Disk 2 ~ Megadeth                                       | Disk 2 ~ Megadeth |
| Pořadí            | Název                                                   | Délka             |
| ----------------- | ------------------------------------------------------- | ----------------- |
| 1.                | Holy Wars… The Punishment Due                           | 6:33              |
| 2.                | Hangar 18                                               | 5:04              |
| 3.                | Wake Up Dead                                            | 3:44              |
| 4.                | Head Crusher                                            | 3:18              |
| 5.                | In My Darkest Hour                                      | 5:26              |
| 6.                | Skin o' My Teeth                                        | 3:14              |
| 7.                | A Tout le Monde                                         | 4:28              |
| 8.                | Hook in Mouth                                           | 4:39              |
| 9.                | Trust                                                   | 5:04              |
| 10.               | Sweating Bullets                                        | 4:50              |
| 11.               | Symphony of Destruction                                 | 4:15              |
| 12.               | Peace Sells"/"Holy Wars… the Punishment Due (Opakování) | 10:22             |

| Disk 3 ~ Slayer | Disk 3 ~ Slayer      | Disk 3 ~ Slayer |
| Pořadí          | Název                | Délka           |
| --------------- | -------------------- | --------------- |
| 1.              | World Painted Blood  | 6:26            |
| 2.              | Jihad                | 4:31            |
| 3.              | War Ensemble         | 5:09            |
| 4.              | Hate Worldwide       | 3:11            |
| 5.              | Seasons in the Abyss | 6:24            |
| 6.              | Angel of Death       | 5:34            |
| 7.              | Beauty Through Order | 5:11            |
| 8.              | Diskiple             | 5:07            |
| 9.              | Mandatory Suicide    | 4:14            |
| 10.             | Chemical Warfare     | 5:50            |
| 11.             | South of Heaven      | 4:30            |
| 12.             | Raining Blood        | 5:30            |

| Disk 4 ~ Metallica – Část 1 | Disk 4 ~ Metallica – Část 1 | Disk 4 ~ Metallica – Část 1 |
| Pořadí                      | Název                       | Délka                       |
| --------------------------- | --------------------------- | --------------------------- |
| 1.                          | Creeping Death              | 8:11                        |
| 2.                          | For Whom the Bell Tolls     | 4:29                        |
| 3.                          | Fuel                        | 4:15                        |
| 4.                          | Harvester of Sorrow         | 6:18                        |
| 5.                          | Fade to Black               | 7:31                        |
| 6.                          | That Was Just Your Life     | 6:53                        |
| 7.                          | Cyanide                     | 7:16                        |
| 8.                          | Sad but True                | 6:33                        |
| 9.                          | Welcome Home (Sanitarium)   | 6:14                        |
| 10.                         | All Nightmare Long          | 7:50                        |

| Disk 5 ~ Metallica – Část 2 | Disk 5 ~ Metallica – Část 2                                       | Disk 5 ~ Metallica – Část 2 |
| Pořadí                      | Název                                                             | Délka                       |
| --------------------------- | ----------------------------------------------------------------- | --------------------------- |
| 1.                          | One                                                               | 8:34                        |
| 2.                          | Master of Puppets                                                 | 8:06                        |
| 3.                          | Blackened                                                         | 7:58                        |
| 4.                          | Nothing Else Matters                                              | 5:56                        |
| 5.                          | Enter Sandman                                                     | 11:08                       |
| 6.                          | Am I Evil? (S členy Megadeth, Anthrax a Davem Lombardem (Slayer)) | 6:05                        |
| 7.                          | Hit the Lights                                                    | 5:25                        |
| 8.                          | Seek & Destroy                                                    | 12:40                       |